# Valdo (Formazza)
Valdo (Wald in tedesco, Waald in walser), è una frazione del Comune di Formazza.

## Storia
Il toponimo tedesco e walser significa "bosco". Si tratta dell'antica sede del comune di Formazza, che è stata poi spostata a Ponte.

## Caratteristiche
Il centro abitato si trova alla confluenza tra il Toce e il torrente Vannino, emissario dell'omonimo lago. Nei pressi si trovano alcuni edifici dell'Enel e impianti sciistici invernali. Da qui parte la seggiovia del Sagersboden.

## Impianti sciistici
- Seggiovia Sagersboden (2 posti): difficoltà nera-rossa
- Skilift Valdo 1: difficoltà azzurra
- Skilift Ponte: difficoltà azzurra

## Edifici
- Chiesa della Natività di Maria e di San Sebastiano, XVII secolo

## Galleria d'immagini

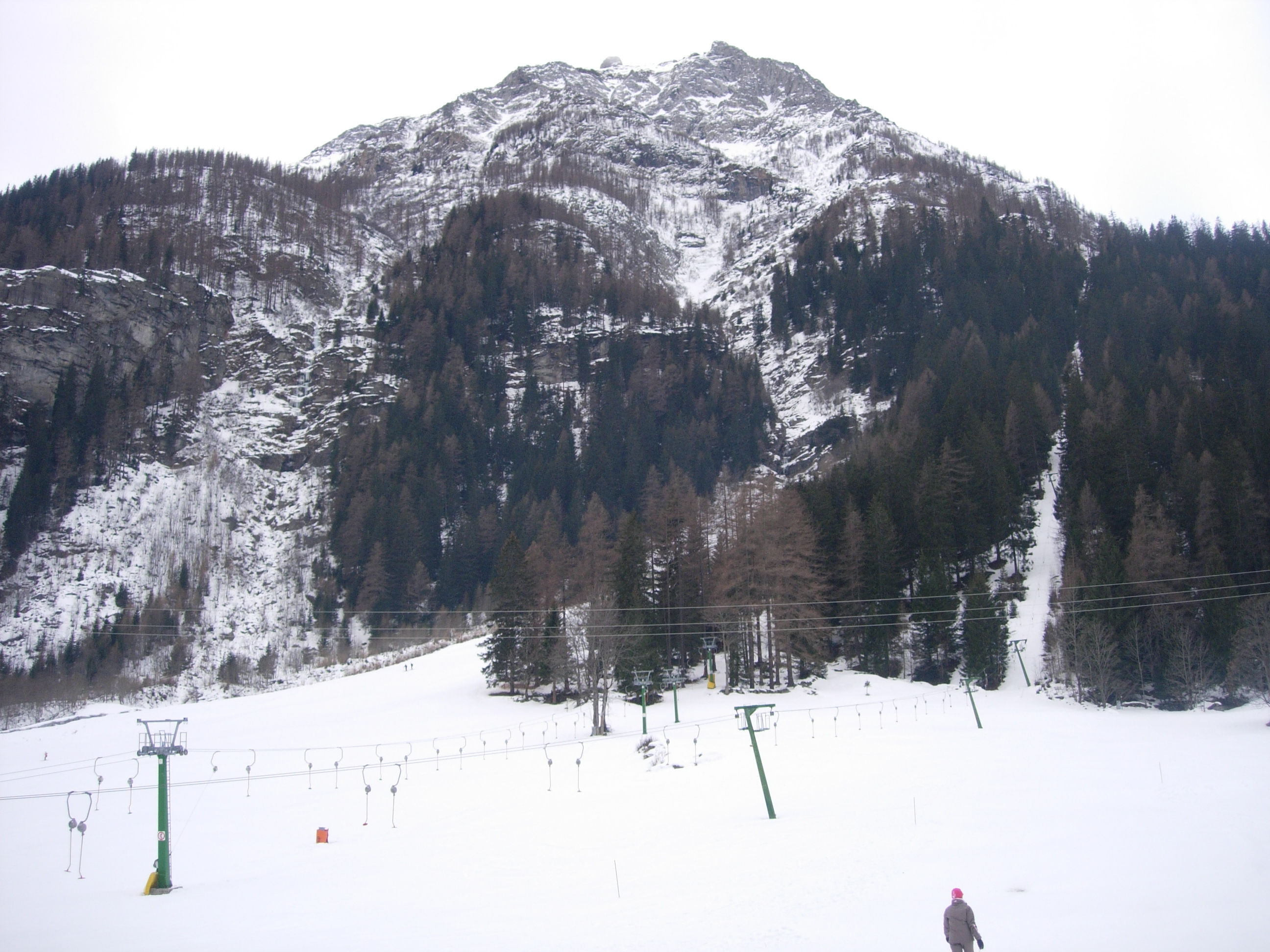
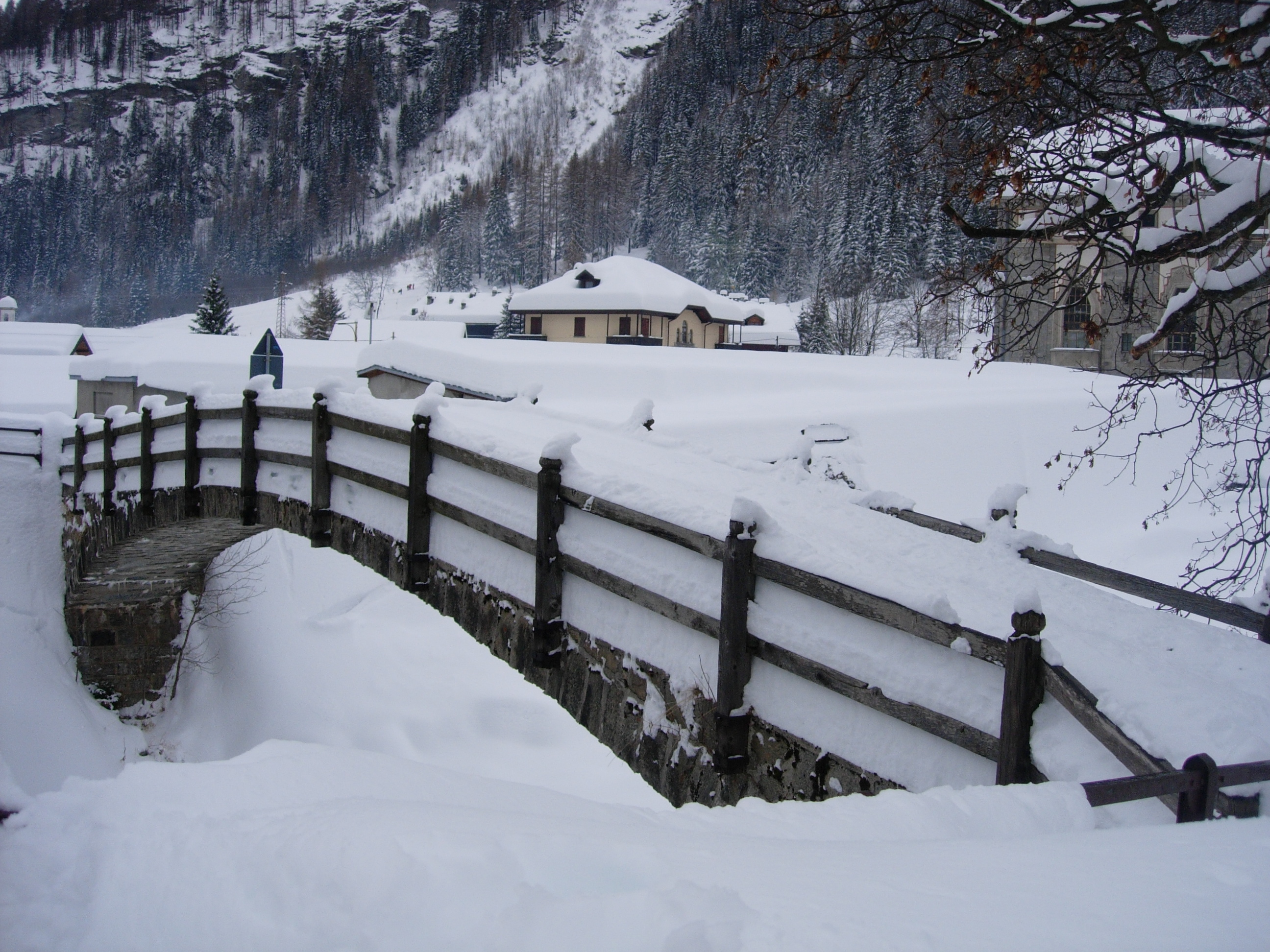
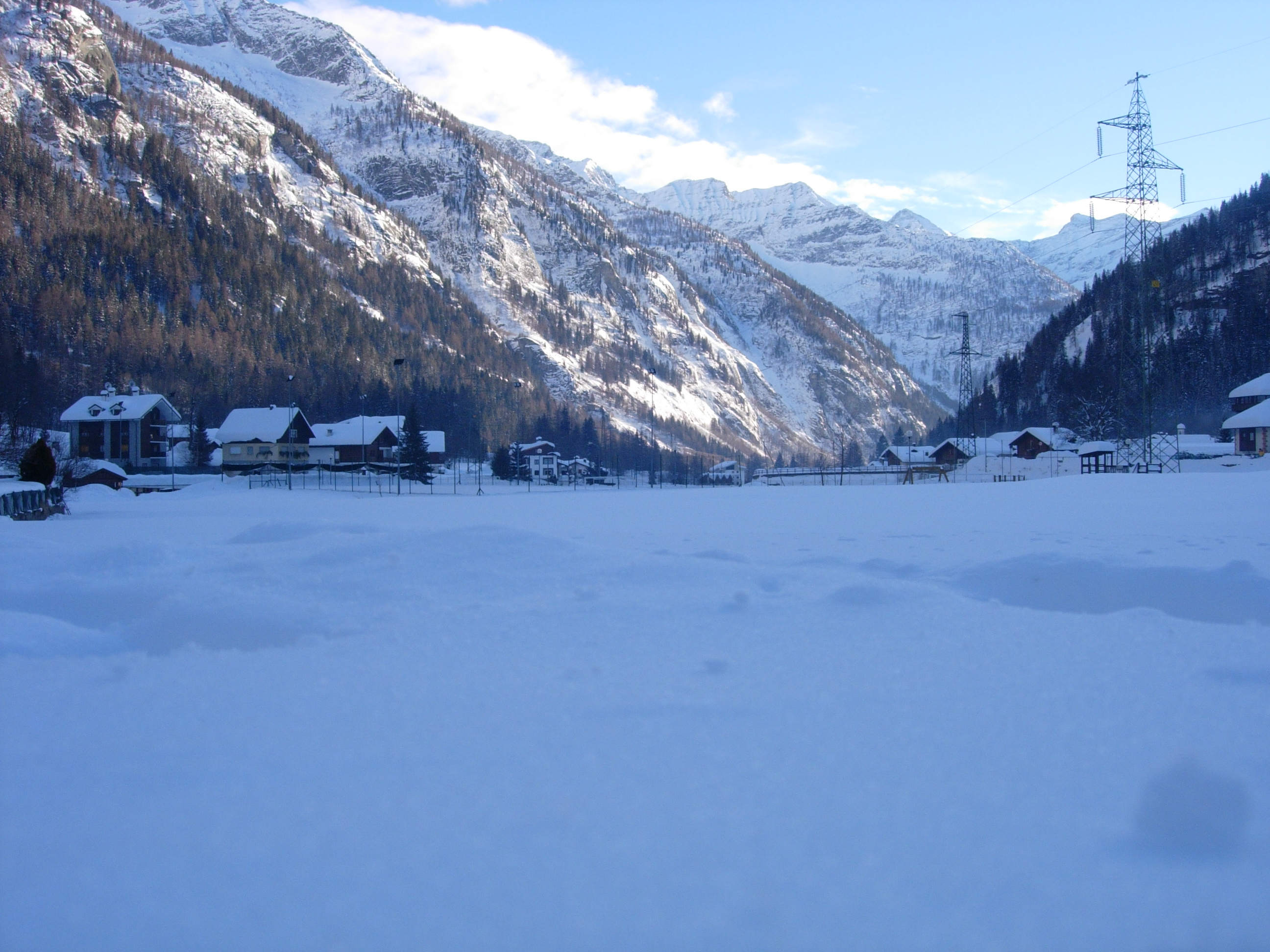
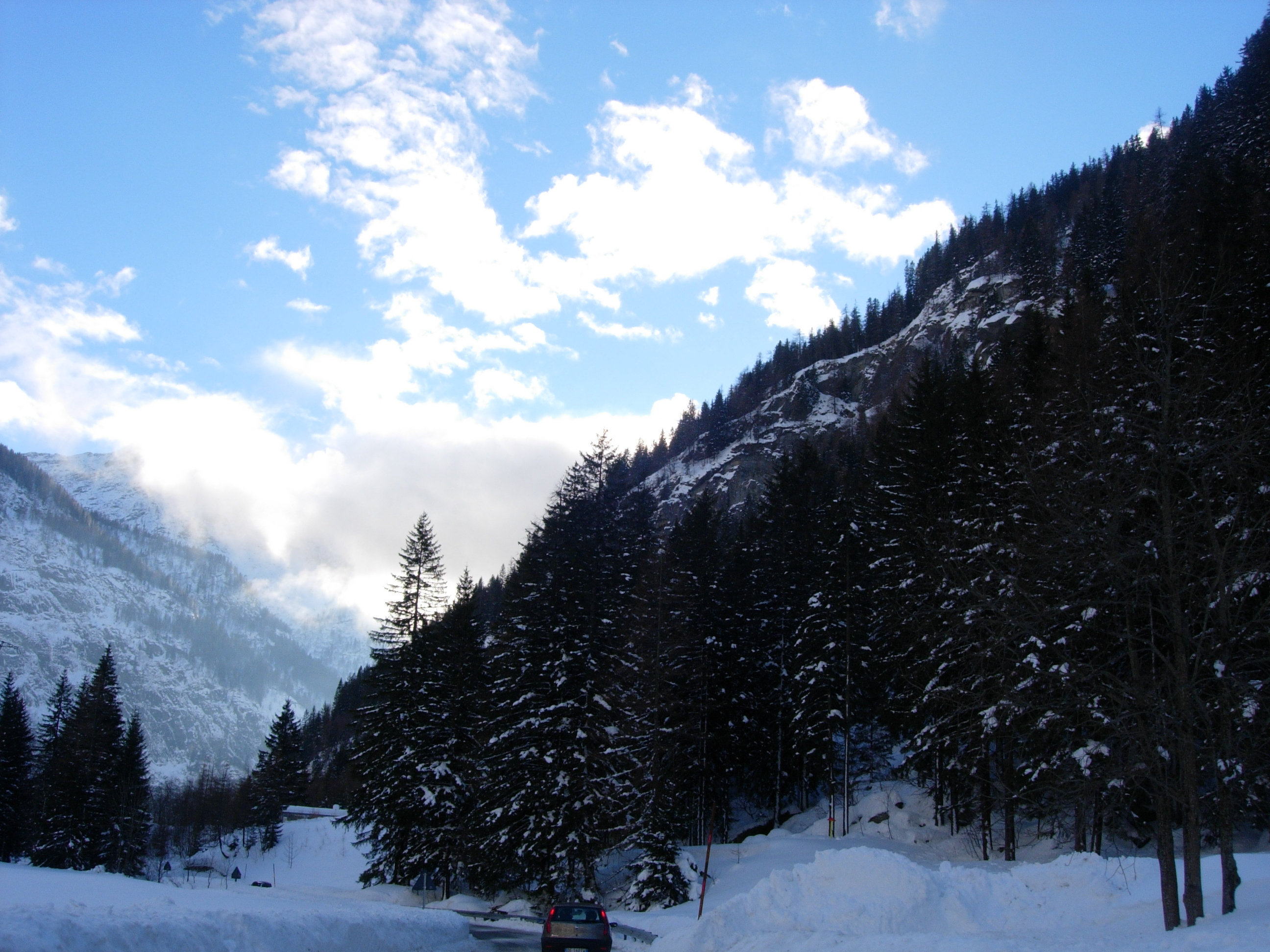